# 八一起义军三河坝战役纪念园
八一起义军三河坝战役纪念园简称三河坝战役纪念园，位于广东省梅州市大埔县三河镇汇东村笔枝山顶。是为纪念三河坝战役所建园林。占地面积18万平方米。
纪念园和相关建筑先后被评为全国民政系统行风建设示范单位，全国先进优抚事业单位，全国红色旅游经典景区，国家3A级旅游景区，广东省红色旅游示范基地，广东省文物保护单位，广东省爱国主义教育基地，广东省革命传统教育基地，广东省国防教育基地，广东省干部党性教育大埔县三河坝教学基地等。管理机构——三河坝战役纪念园管理处在2019年7月，获得“全国退役军人工作模范单位”荣誉称号。

## 建筑
纪念园内有八一起义军三河坝战役烈士纪念碑、八一起义军三河坝战役纪念馆、瞻仰平台、石雕门牌坊、朱德铜像、军魂主题雕塑、纪念浮雕文化墙、瞭望塔、将军书画碑林、三河坝战役多媒体展馆、八一广场将帅雕塑、体验式战壕等建筑。
此外，三河坝战役烈士孙树成的女儿孙淑珍于1997年逝世后，按她的遗愿，安葬于纪念碑地基外十米处。

### 八一起义军三河坝战役烈士纪念碑
1963年，为纪念南昌起义军烈士，广东省人民政府批准兴建八一起义军三河坝战役烈士纪念碑。纪念碑高15米，碑座宽4.4米，碑身用35种规格、365块优质密纹花岗石砌成。碑身正面由朱德亲笔题字——“八一起义军三河坝战役烈士纪念碑”。碑座刻有第二十五师师长周士第撰写的碑文。
1979年，八一起义军三河坝战役烈士纪念碑列为广东省文物保护单位。2001年，中国国务院批准为全国重点烈士纪念建筑物保护单位